# Wereldkampioenschap voetbal 2022 (Groep E) Spanje - Costa Rica
Dit artikel gaat over de wedstrijd in groep E van het wereldkampioenschap voetbal 2022 tussen Spanje en Costa Rica die gespeeld werd op woensdag 23 november 2022 in het Al Thumamastadion te Doha. Het duel was de elfde wedstrijd van het toernooi.
Spanje won de wedstrijd met 7–0. Het was de eerste keer ooit dat Spanje zeven keer scoorde in één WK-wedstrijd en Spanje's gedeeld grootste zege in ruim vijf jaar tijd. Voor Costa Rica werd dit zijn grootste WK-nederlaag en zijn gedeeld grootste nederlaag ooit, samen met een 7–0 nederlaag tegen Mexico in 1975. Op het wereldkampioenschap voetbal was dit de gedeeld grootste uitslag op een eindronde sinds 2002. De openingstreffer van Dani Olmo was het honderdste doelpunt van Spanje op een WK-eindronde. Gavi werd met een leeftijd van 18 jaar en 110 dagen de jongste Spanjaard ooit op een WK. Door de 5–0 te maken werd hij ook de jongste Spaanse doelpuntenmaker ooit op een WK en de jongste doelpuntenmaker op het WK sinds Pelé in 1958.

## Voorafgaand aan de wedstrijd
- Spanje stond bij aanvang van het toernooi op de zevende plaats van de FIFA-wereldranglijst en moest vijf WK-deelnemers boven zich dulden.[2] Costa Rica was op de 31ste plaats terug te vinden. 24 WK-deelnemers waren hoger gerangschikt dan Costa Rica.[3]
- Spanje en Costa Rica troffen elkaar voorafgaand aan deze wedstrijd drie keer, waarvan geen enkele keer op het WK. Spanje won twee van die wedstrijden en één duel eindigde onbeslist. Spanje won drie van zijn eerdere vier WK-wedstrijden tegen teams aangesloten bij de CONCACAF en speelde de ander gelijk. Costa Rica won drie en verloor vier van zijn twaalf eerdere WK-wedstrijden tegen UEFA-teams.
- Spanje begon aan zijn zestiende deelname aan het wereldkampioenschap en zijn twaalfde achtereenvolgende. Costa Rica nam voor een zesde keer en een derde achtereenvolgende keer aan de WK-eindronde.

## Wedstrijddetails[4]
|                                                      |                                                                             |                  |            | |
| Groep E 23 november 2022 19:00 (UTC+3) 17:00 (UTC+1) | Spanje                                                                      | 7 – 0 (3 – 0)    | Costa Rica | Stadion: Al Thumamastadion, Doha Toeschouwers: 40.013 Scheidsrechter: Mohammed Abdulla Mohamed Assistenten: Mohamed Al Hammadi Assistenten: Hasan Al Mahri Vierde official: Ma Ning Video-assistent: Abdulla Al-Marri AVAR 1: Armando Villarreal AVAR 2: Bruno Pires AVAR 3: Tomasz Kwiatkowski Speler van de wedstrijd: Gavi |
| Groep E 23 november 2022 19:00 (UTC+3) 17:00 (UTC+1) | Olmo 11' Asensio 21' Torres 31' (pen.), 54' Gavi 74' Soler 90' Morata 90+2' | Wedstrijdverslag |            | Stadion: Al Thumamastadion, Doha Toeschouwers: 40.013 Scheidsrechter: Mohammed Abdulla Mohamed Assistenten: Mohamed Al Hammadi Assistenten: Hasan Al Mahri Vierde official: Ma Ning Video-assistent: Abdulla Al-Marri AVAR 1: Armando Villarreal AVAR 2: Bruno Pires AVAR 3: Tomasz Kwiatkowski Speler van de wedstrijd: Gavi |
| Groep E 23 november 2022 19:00 (UTC+3) 17:00 (UTC+1) |                                                                             |                  |            | Stadion: Al Thumamastadion, Doha Toeschouwers: 40.013 Scheidsrechter: Mohammed Abdulla Mohamed Assistenten: Mohamed Al Hammadi Assistenten: Hasan Al Mahri Vierde official: Ma Ning Video-assistent: Abdulla Al-Marri AVAR 1: Armando Villarreal AVAR 2: Bruno Pires AVAR 3: Tomasz Kwiatkowski Speler van de wedstrijd: Gavi |
| Groep E 23 november 2022 19:00 (UTC+3) 17:00 (UTC+1) |                                                                             |                  |            | Stadion: Al Thumamastadion, Doha Toeschouwers: 40.013 Scheidsrechter: Mohammed Abdulla Mohamed Assistenten: Mohamed Al Hammadi Assistenten: Hasan Al Mahri Vierde official: Ma Ning Video-assistent: Abdulla Al-Marri AVAR 1: Armando Villarreal AVAR 2: Bruno Pires AVAR 3: Tomasz Kwiatkowski Speler van de wedstrijd: Gavi |
|                                                      |                                                                             |                  |            | |

| Spanje | Costa Rica |

| DM             | 23 | Unai Simón        |     |
| RA             | 02 | César Azpilicueta |     |
| CV             | 16 | Rodri             |     |
| CV             | 24 | Aymeric Laporte   |     |
| LA             | 18 | Jordi Alba        | 64' |
| VM             | 05 | Sergio Busquets   | 64' |
| CM             | 09 | Gavi              |     |
| CM             | 26 | Pedri             | 57' |
| RB             | 11 | Ferran Torres     | 57' |
| SP             | 10 | Marco Asensio     | 69' |
| LB             | 21 | Dani Olmo         |     |
| Wisselspelers: |    |                   |     |
| DM             | 01 | Robert Sánchez    |     |
| DM             | 13 | David Raya        |     |
| VD             | 03 | Eric García       |     |
| VD             | 04 | Pau Torres        |     |
| VD             | 14 | Alejandro Baldé   | 64' |
| VD             | 15 | Hugo Guillamón    |     |
| VD             | 20 | Dani Carvajal     |     |
| MV             | 06 | Marcos Llorente   |     |
| MV             | 08 | Koke              | 64' |
| MV             | 19 | Carlos Soler      | 57' |
| MV             | 22 | Pablo Sarabia     |     |
| AV             | 07 | Álvaro Morata     | 57' |
| AV             | 12 | Nico Williams     | 69' |
| AV             | 17 | Yeremi Pino       |     |
| AV             | 25 | Ansu Fati         |     |
| Coach:         |    |                   |     |
| Luis Enrique   |    |                   |     |

| DM                   | 01 | Keylor Navas      |       |
| RA                   | 16 | Carlos Martínez   | 46'   |
| CV                   | 06 | Óscar Duarte      |       |
| CV                   | 15 | Francisco Calvo   | 68'   |
| LA                   | 18 | Bryan Oviedo      | 82'   |
| RM                   | 04 | Keysher Fuller    |       |
| CM                   | 05 | Celso Borges      | 72'   |
| CM                   | 17 | Yeltsin Tejeda    |       |
| LM                   | 09 | Jewison Bennette  | 61'   |
| SP                   | 12 | Joel Campbell     | 90+7' |
| SP                   | 07 | Anthony Contreras | 61'   |
| Wisselspelers:       |    |                   |       |
| DM                   | 18 | Esteban Alvarado  |       |
| DM                   | 23 | Patrick Sequeira  |       |
| VD                   | 03 | Juan Vargas       |       |
| VD                   | 19 | Kendall Waston    | 46'   |
| VD                   | 21 | Douglas López     |       |
| VD                   | 22 | Rónald Matarrita  | 82'   |
| MV                   | 02 | Daniel Chacón     |       |
| MV                   | 10 | Bryan Ruiz        | 61'   |
| MV                   | 13 | Gerson Torres     |       |
| MV                   | 14 | Youstin Salas     |       |
| MV                   | 20 | Brandon Aguilera  | 72'   |
| MV                   | 24 | Roan Wilson       |       |
| MV                   | 26 | Álvaro Zamora     | 61'   |
| AV                   | 11 | Johan Venegas     |       |
| AV                   | 25 | Anthony Hernández |       |
| Coach:               |    |                   |       |
| Luis Fernando Suárez |    |                   |       |

| Statistieken           | Spanje | Costa Rica |
| ---------------------- | ------ | ---------- |
| Doelpunten             | 7      | 0          |
| Gele kaarten           | 0      | 2          |
| Rode kaarten           | 0      | 0          |
| Wissels                | 5      | 5          |
| Schoten op doel        | 7      | 0          |
| Schoten naast doel     | 8      | 0          |
| Overtredingen          | 8      | 12         |
| Hoekschoppen           | 5      | 0          |
| Buitenspel             | 3      | 7          |
| Passnauwkeurigheid (%) | 95     | 74         |
| Balbezit (%)           | 81     | 19         |